# Luis Alberto Herrera Herrera
Luis Alberto Herrera Herrera (Fusagasugá, 4 de maig de 1961), més conegut com a Lucho Herrera i anomenat El Jardinerito de Fusagasugá, va ser un ciclista colombià, professional entre 1982 i 1992. Durant la seva carrera aconseguí més de 30 victòries.
Lucho Herrera fou un pioner del ciclisme colombià a Europa. Va aconseguir els millors resultats a finals dels anys 80. Gràcies al seu escà pes (57 kg) fou un excel·lent escalador, com demostren les victòries de la classificació de la muntanya a les tres grans voltes, sent el primer a aconseguir-ho des que als anys 50 ho fes Federico Martín Bahamontes. A més a més guanyà nombroses etapes i classificacions generals.
Fou el primer colombià a guanyar una de les tres grans, en guanyar la Volta a Espanya de 1987 amb sols 64" respecte a l'alemany Reimund Dietzen.
Al Tour de França va destacar de manera particular, amb tres victòries d'etapa i dos grans premis de la muntanya. A més a més finalitzà en tres ocasions entre els 10 primers de la classificació general.

## Palmarès
- 1982
  - 1r al Clásico RCN i vencedor de 2 etapes
- 1983
  - 1r al Clásico RCN i vencedor d'una etapa
- 1984
  - 1r a la Volta a Colòmbia i vencedor de 2 etapes
  - 1r al Clásico RCN i vencedor d'una etapa
  - Vencedor d'una etapa del Tour de França
- 1985
  - 1r a la Volta a Colòmbia i vencedor de 2 etapes
  - Vencedor de 2 etapes del Tour de França i  1r del Gran Premi de la Muntanya
- 1986
  - 1r al Clásico RCN i vencedor de 3 etapes
  - 1r a la Volta a Colòmbia i vencedor d'una etapa
- 1987
  -  1r a la Volta a Espanya, vencedor d'una etapa i  1r del Gran Premi de la Muntanya
  -  1r del Gran Premi de la Muntanya al Tour de França
  - Vencedor d'una etapa de la Volta a Colòmbia
- 1988
  - 1r a la Dauphiné Libéré i vencedor d'una etapa
  - 1r a la Volta a Colòmbia i vencedor de 2 etapes
- 1989
  - Vencedor de 2 etapes del Giro d'Itàlia i  1r del Gran Premi de la Muntanya
- 1991
  - 1r a la Dauphiné Libéré i vencedor d'una etapa
  - Vencedor d'una etapa de la Volta a Espanya i  1r del Gran Premi de la Muntanya
  - Vencedor d'una etapa de la Volta a Catalunya
- 1992
  - 1r a la Volta a Aragó i vencedor d'una etapa
  - Vencedor d'una etapa del Giro d'Itàlia
  - Vencedor d'una etapa de la Volta a Colòmbia

### Resultats al Tour de França
- 1984. 27è de la classificació general. Vencedor d'una etapa
- 1985. 7è de la classificació general. Vencedor de 2 etapes.  1r del Gran Premi de la Muntanya
- 1986. 22è de la classificació general
- 1987. 5è de la classificació general.  1r del Gran Premi de la Muntanya
- 1988. 6è de la classificació general
- 1989. 19è de la classificació general
- 1991. 31è de la classificació general

### Resultats a la Volta a Espanya
- 1985. Abandona
- 1987.  1r de la classificació general. Vencedor d'una etapa.  1r del Gran Premi de la Muntanya
- 1988. 20è de la classificació general
- 1990. 12è de la classificació general
- 1991. 13è de la classificació general. Vencedor d'una etapa.  1r del Gran Premi de la Muntanya
- 1992. Abandona

### Resultats al Giro d'Itàlia
- 1989. 18è de la classificació general. Vencedor de 2 etapes.  1r del Gran Premi de la Muntanya
- 1992. 8è de la classificació general. Vencedor d'una etapa